# Віллс-Пойнт (Техас)
Віллс-Пойнт (англ. Wills Point) — місто (англ. city) в США, в окрузі Ван-Зандт штату Техас. Населення — 3747 осіб (2020).

## Географія
Віллс-Пойнт розташований за координатами 32°42′34″ пн. ш. 96°0′18″ зх. д. / 32.70944° пн. ш. 96.00500° зх. д. (32.709449, -96.004974). За даними Бюро перепису населення США в 2010 році місто мало площу 9,53 км², з яких 9,49 км² — суходіл та 0,04 км² — водойми.

## Демографія
Згідно з переписом 2010 року, у місті мешкали 3524 особи в 1299 домогосподарствах у складі 890 родин. Густота населення становила 370 осіб/км². Було 1465 помешкань (154/км²). 
Расовий склад населення:
| - 81,0 % — білих - 11,8 % — чорних або афроамериканців - 0,7 % — корінних американців - 0,3 % — азіатів - 4,3 % — осіб інших рас |

До двох чи більше рас належало 1,8 %. Іспаномовні становили 12,2 % усіх жителів.
За віковим діапазоном населення розподілялося таким чином: 27,8 % — особи молодші 18 років, 54,8 % — особи у віці 18—64 років, 17,4 % — особи у віці 65 років та старші. Медіана віку мешканця становила 36,9 року. На 100 осіб жіночої статі у місті припадало 81,6 чоловіків; на 100 жінок у віці від 18 років та старших — 78,2 чоловіків також старших 18 років.
Середній дохід на одне домашнє господарство становив 63 042 долари США (медіана — 36 797), а середній дохід на одну сім'ю — 79 621 долар (медіана — 48 526). Медіана доходів становила 35 313 долари для чоловіків та 30 683 долари для жінок. За межею бідності перебувало 22,2 % осіб, у тому числі 30,0 % дітей у віці до 18 років та 30,5 % осіб у віці 65 років та старших.
Цивільне працевлаштоване населення становило 1477 осіб. Основні галузі зайнятості: освіта, охорона здоров'я та соціальна допомога — 29,7 %, роздрібна торгівля — 15,9 %, виробництво — 10,7 %, мистецтво, розваги та відпочинок — 10,3 %.